# Didaktický test
Didaktický test (anglicky Achievement test) je nástroj systematického zjišťování (měření) výsledků výuky. Jedná se o zkoušku, která se orientuje na objektivní zjišťování úrovně zvládnutí učiva u určité skupiny osob. Od jiné zkoušky se liší tím, že je navrhován, ověřován, hodnocen a interpretován podle předem stanovených pravidel.

## Druhy didaktických testů
Didaktické testy mají své specifické vlastnosti a odlišují se od sebe tím, jaké informace z nich získáváme. Následující dělení je dle Byčkovského (1982).[zdroj?]

### Testy rychlosti
Zjišťují, jakou rychlostí je žák schopen řešit určitý typ úloh. Je u nich jasně stanovený časový limit pro řešení a obsahují lehké úlohy. Jedná se o testy zaměřené např. na rychlost čtení (počet slov za minutu), rychlost přepisu textu (počet správných úhozů za minutu).

### Testy úrovně
Většina testů používaných ve škole se přibližuje testům úrovně. U těchto testů nejsou časové limity (stanovují se jen z praktických důvodů) a výkon je dán jen úrovní vědomostí či dovedností zkoušeného jedince. Úlohy jsou řazeny se vzrůstající obtížností.

### Testy standardizované
Jedná se o profesionálně připravené testy, které jsou důkladně ověřeny – jsou známé jejich základní vlastnosti. Součástí standardizovaného testu je testový manuál (příručka), ze které se lze dozvědět o vlastnostech testu. Dále obsahuje testovou normu pro hodnocení dosažených výkonů.

### Testy nestandardizované
Testy si připravují pedagogové sami pro vlastní potřebu. U těchto testů nedošlo k ověřování na větším počtu žáků. Nejsou známé všechny vlastnosti testu. Někdy lze hovořit i o tzv. kvazistandardizovaných testech. Tyto testy jsou připravované dokonaleji, než testy učitelské (testy pro paralelní třídy).

### Testy kognitivní
Měří úroveň – kvalitu poznání žáků. Jedná se o testy, v nichž se řeší úlohy z přírodovědy, matematiky, překlad z cizího jazyka apod.

### Testy psychomotorické
Zjišťují se jimi výsledky psychomotorického učení, např. psaní na stroji.

### Testy výsledků výuky
Měří to, co se žáci v dané oblasti naučili.

### Testy studijních předpokladů
Měří úroveň obecnějších charakteristik jedince, které jsou potřebné k dalšímu studiu. Testy by se měly používat při přijímání žáků ke studiu na vyšší typ školy. Konstrukce testů je složitější než testy výsledků výuky – vyžaduje pedagogickou i psychologickou kvalifikaci pedagoga.

### Testy rozlišující
Také je lze nazývat testy relativního výkonu, statisticko-normativní nebo NR testy (norm-referenced tests). U rozlišujících testů se výkon žáka určuje vzhledem k populaci testovaných. Testy jsou konstruovány tak, že umožňují rozhodnout, jaký výkon v testu žák dosáhl vzhledem k celé populaci, k níž patří. Dle něj lze posoudit, zda je žák ve srovnání s ostatními žáky např. "podprůměrný" nebo "velmi slabý".

### Testy ověřující
Také je lze nazývat testy absolutního výkonu, kriteriální testy nebo CR testy (criterion-referenced tests). Cílem je prověřit úroveň vědomostí v přesně vymezené oblasti. Výkon testovaného se přitom nesrovnává s výkonem jiných žáků, ale vyjadřuje se vůči všem úlohám, které reprezentují určité učivo. Testy jsou konstruovány tak, aby se vybralo učivo, které žák bezpečně zvládá. Ověřující testy se v praxi téměř neužívají.

### Testy vstupní
Zadávají se na začátku výuky učební látky. Cílem je postihnout úroveň vědomostí, které jsou pro zvládnutí učiva důležité. Na začátku výuky může vstupní test posloužit jako zdroj cenných informací.

### Testy průběžné
Zadávají se v průběhu výuky. Cílem je, aby poskytovaly učiteli zpětnovazební informace potřebné k optimálnímu řízení výuky. Zkouší se malá část učiva a důležité je sledovat, jak žáci probírané učivo přijímají, chápou a jak si ho osvojují. Lze o nich hovořit jako o formativních testech.

### Testy výstupní
Zadávají se na konci výukového období nebo na konci určitého celku a poskytuje informace potřebné pro hodnocení žáků. U ověřujících se výkon určuje vzhledem ke všem možným úlohám. Jedná se o testy sumativní.

### Testy monotematické a polytematické
Monotematické testy zkouší jediné téma učební látky. Polytematické zkouší učivo několika tematických celků (jsou náročnější na přípravy i konstrukce).

### Testy objektivně skórovatelné
Obsahují úlohy, kde lze rozhodnout, jestli byly řešeny správně či ne. Výhodou je, že skórování může provádět kdokoli (i stroj).

### Testy subjektivně skórovatelné
Nebo také esej testy, obsahují úlohy, u nichž není možno stanovit jednoznačná pravidla pro skórování. Patří sem i otevřené široké úlohy.

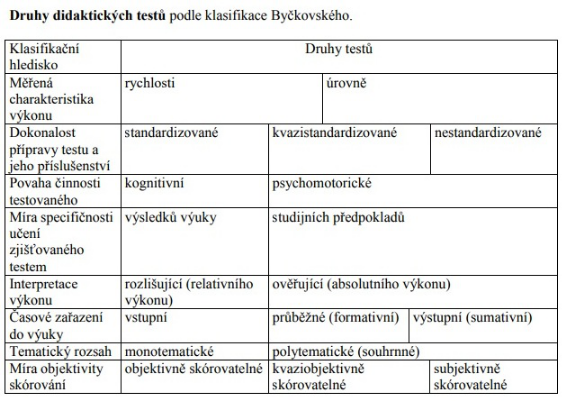
Druhy didaktických testů podle Byčkovského

## Návrh testových úloh
Didaktické testy se skládají z jednotlivých testových úloh. Kromě pojmenování testová úloha se používají i jiné termíny – testová položka, testový úkol. Celé testování záleží na kvalitě postavených testových úloh. Tvůrcem didaktického testu by měl být oborník daného předmětu, zároveň by měl být dobrý psycholog a pedagog, protože je nutné vcítění se do role žáků, kteří budou testováni. Didaktické testy obsahují různé typy testových úloh.
1. Základní druhy testových úloh:
  1. Otevřené:
    1. Se širokou odpovědí

- Nestrukturované
- Se strukturou
  - Vymezenou
  - Danou konvencí
    1. Se stručnou odpovědí
- Produkční
- Doplňovací
  1. Uzavřené:
    1. Dichotomické
    2. S výběrem odpovědí
    3. Přiřazovací
    4. Uspořádací

Základní rozlišení testových úloh je z pohledu, jakým způsobem žák odpovídá. Úlohy lze dělit na otevřené a uzavřené. Otevřené úlohy jsou označované také jako úlohy s tvořenou odpovědí nebo volnou odpovědí. Uzavřené úlohy lze nazývat jako úlohy s nabízenou odpovědí nebo úlohy s nucenou volbou odpovědi.

### Otevřené úlohy
Otevřené odpovědi se dělí na otevřené úlohy se širokou odpovědí a otevřené úlohy se stručnou odpovědí.

#### Otevřené úlohy s širokou odpovědí
- Očekávaná odpověď na úlohu je rozsáhlejší. Může se jednat o pojednání na určité téma, vyřešení nějakého problému nebo popis konkrétního procesu. Vhodné je u obsáhlých úloh zkonkretizovat otázku a vymezit požadovanou strukturu. Ne vždy je nezbytné vymezovat strukturu, protože jasně vyplývá ze zadání.

Příklad otevřené úlohy s širokou odpovědí:
- Jaké byly příčiny první světové války?
- Navrhněte postup, kterým je možno určit hustotu neznámé kapaliny.
- Popište činnost čtyřdobého zážehového motoru.
- Výroba surového železa; uveďte hlavní používané suroviny, nakreslete schéma vysoké pece a popište hlavní probíhající chemické reakce.
- Popište hlavní stadia tělesného vývoje dítěte do 6 let věku.

#### Otevřené úlohy se stručnou odpovědí
Testové úlohy od žáka očekávají vytvoření vlastní krátké odpovědi. Příkladem je uvedení čísla, značky, symbolu, vzorce, jednoduchého grafu, určitého slova nebo několika slov nebo krátké věty. Existují dvě možnosti otevřených úloh se stručnou odpovědí – produkční a doplňovací. Výhodou pro učitele je jejich snadné navrhování, naopak žákovi neumožňují snadné uhodnutí odpovědi bez daných vědomostí.
Příklad produkční testové úlohy:
- Které jsou tři základní složky lidské potravy?

- Napište Archimédův zákon.

………………………………………………………………………………………………………………………………………………………………
………………………………………………………………………………………………………………………………………………………………

Příklad doplňovací testové úlohy:
- Hlavním městem Švýcarska je ………………………
- Ptáci zpíval_, včely bzučel_ a medvíďata se batolil_ po lese.

### Uzavřené úlohy

#### Uzavřené úlohy dichotomické
Dichotomickým úlohám se také jinak říká úlohy s dvoučlennou volbou nebo alternativní úlohy (True-false item). Žák má v úloze vybrat (podtržením, zakroužkováním, apod.) jednu alternativu. Mezi výhody patří snadné navrhování testových úloh a snadné hodnocení. Žák ale naopak může uhodnout správnou odpověď bez příslušných vědomostí.
Příklad uzavřené úlohy dichotomické:
- Velikost hlavy novorozence činí přibližně ¼ délky jeho těla.

správně – nesprávně
- Mistr Jan Hus byl upálen roku 1515.

ano – ne
- Při vypařování se teplo:

spotřebovává – uvolňuje

#### Uzavřené úlohy s výběrem odpovědi
Úlohy se také jinak označují jako úlohy s vícečlennou nebo vícenásobnou odpovědí, úlohy polynomické, anglicky Multiple-choice. Úloha má dvě části – problém nebo otázku a nabídnuté odpovědi.
Příklad uzavřených úloh s výběrem odpovědi:
- Úlohy s jednou správnou odpovědí:
  - Cesta vlakem nám velmi rychle uběhla. Podtržený větný člen je:
    - podmět
    - předmět
    - přívlastek
    - příslovečné určení
- Úlohy s jednou nejpřesnější odpovědí:
  - Které z následujících tvrzení nejlépe odpovídá na otázku. „Co je chemický prvek?“
    - Prvek je látka, která se skládá z atomů stejného druhu.
    - Prvek je látka, kterou již dále nelze dělit.
    - Prvek je látka složená z atomů, které mají stejné protonové číslo.
    - Žádné z předchozích řešení není správné.
- Úlohy s jednou nesprávnou odpovědí:
  - Který z následujících dějů není formou oxidačního procesu?
    - dýchání
    - hnití
    - destilace
    - rezivění
- Úlohy s vícenásobnou odpovědí = výběr několika správných odpovědí:
  - Kterými státy protéká (nebo kterých se alespoň dotýká) řeka Odra?
    - Německo
    - Rusko
    - Česká republika
    - Slovensko
    - Polsko

Situační úlohy (= interpretační úlohy)
Modifikace testové úlohy s výběrem odpovědi. Žák vybírá z většího počtu nabídek než je obvyklé. Nabídky vyplývají z dané situace.
Příklad:
Na místo označené hvězdičkou napište takovou číslici, aby výsledné šesticiferné číslo bylo dělitelné sedmi.
```
823*43
```

Pozn. Na první pohled v úloze nejsou nabízené žádné možnosti, ve skutečnosti žák vybírá z deseti číslic.

#### Uzavřené úlohy přiřazovací (anglicky Matching Items)
Úlohy obsahují dvě množiny pojmů a instrukcí. Žák má za úkol přiřadit pojmy jedné množiny k pojmům druhé množiny.
Příklady uzavřené přiřazovací úlohy:
- K názvům států v levém sloupci správně přiřaďte názvy jejich hlavních měst z pravého sloupce.

| Švýcarsko ()  | A: Oslo      |
| Norsko ()     | B: Dublin    |
| Island ()     | C: Bern      |
| Finsko ()     | D: Bonn      |
| Nizozemsko () | E: Reykjavík |
|               | F: Helsinky  |
|               | H: Amsterdam |

#### Uzavřené úlohy uspořádací
Od žáka se vyžaduje uspořádání prvků dané množiny pojmů jedné třídy do řady. Úloha musí obsahovat danou množinu prvků a instrukci uvádějící, podle jakého kritéria a jakým způsobem mají být prvky uspořádané.
Příklad uzavřené úlohy uspořádací:
Seřaďte uvedená moravská města podle počtu obyvatel. Seřazení proveďte připsáním pořadových čísel 1 až 6 tak, aby město s největším počtem obyvatel mělo číslo 1.
| Olomouc   | … |
| Opava     | … |
| Prostějov | … |
| Ostrava   | … |
| Šumperk   | … |
| Jeseník   | … |

## Používání didaktických testů ve školní praxi
Učitel má z didaktického testu získat co nejvíce informací k tomu, aby mohl žáky patřičně ohodnotit.

## Diagnostický rozbor výsledků testů
Má následovat po každém didaktickém testu. Učitel si všímá chyb, kterých se žáci dopouštěli, a zamýšlí se nad příčinami chybných odpovědí. Rozbor závisí na druhu didaktického testu, konkrétně na druhu testových úloh. Nejvíce informací získává učitel z chybných odpovědí u uzavřených úloh. Po vyhodnocení testů lze určit, u jakých otázek žáci nejvíce chybovali, a lze tedy doplnit mezery v učivu. Forma rozboru závisí na použitém didaktickém testu a především na druhu použitých testových úloh.

## Posouzení celkových výsledků třídy
Dosažené výsledky jsou posuzovány na základě průměrného počtu dosažených bodů třídy či školy. Výsledky se zjistí na základě výpočtu aritmetického průměru. Výsledky je dobré graficky vyhodnotit pro lepší názornost. Nejlépe je k tomu uzpůsoben tzv. histogram četností. Jedná se o sloupcový diagram, kdy svislá osa znázorňuje počet žáků (četnost) a vodorovná osa ukazuje dosažené výsledky (počet bodů).

## Klasifikace výsledků testu

### Intuitivní přístup ke klasifikaci
Jedná se o přístup, u kterého přistupuje pedagog subjektivně a intuitivně určuje, kolik bodů dosahuje na určitý stupeň známky. Optimálním řešením může být posuzování skupinou odborníků. Didaktický test je posouzen všemi učiteli, kteří jsou odborníky v daném předmětu a kteří vytvoří klasifikační stupnici, a na základě jejich návrhů lze určit průměr, kterým se eliminují případné extrémní názory.

### Klasifikace na základě procenta správných odpovědí
Při převodu výsledků na klasifikační stupeň lze vycházet z procent správných odpovědí. Příklad, jak převádět body na klasifikační stupeň:
| Procento správně vyřešených úloh v testu | Klasifikační stupeň                     |
| Klasifikace běžná                        | Klasifikace přísná                      |
| 91 – 100 81 – 90 71 – 80 61 – 70 0 – 60  | 96 – 100 88 – 95 82 – 87 70 – 81 0 – 69 |

Tato metoda je častou a oblíbenou např. při hodnocení písemných prací. Hodnocení dle procent dobře vyřešených úloh se užívá u testů ověřujících (kriteriálních). Ty jsou sestaveny tak, aby vyzkoušely jen nezbytné učivo. Výkon je hodnocen jen dichotomicky (nevyhověl/vyhověl); pro vyhovění by měl žák zodpovědět správně 80 – 90 % ze všech úloh.

### Klasifikace na základě normálního rozdělení
Klasifikovat bodové výsledky žáků lze také podle normálního rozdělení četností. Tento postup předpokládá, že větší část skupiny odpovídá Gaussově křivce – nejvíce je průměrných odpovědí a na obě strany od průměru četnosti ubývá. Podle tohoto popisu by mělo mít tedy nejvíce žáků známku 3, méně žáků známku 2 a 4 a nejméně žáků by mělo mít známku 1 a 5. Návrhy jsou shodné v symetrickém rozdělení kolem stupně 3, který má největší četnost. Tabulka uvádí doporučovaná rozdělení, která jsou nejčastější:
| Klasifikační stupeň                                                   | Rozdělení (%) |
| výborný (1) chvalitebný (2) dobrý (3) dostatečný (4) nedostatečný (5) | 7 24 38 24 7  |

Tato klasifikace však nemusí vždy korespondovat s obvyklými způsoby. Na českých školách je stupněm známky 1 a 2 hodnoceno více žáků než známkou 4 a 5. Konvenční je klasifikace dle vlastního učitelova schématu.
Nutno podotknout, že žák s vědomostmi dosahuje bodových výsledků v určité škále. Výkony tak vyjadřují určité klasifikační stupně a mohou se překrývat. Pokud je žák na klasifikační hranici, je dobré zvolit opět přezkoušení či test. Postupovat by se takto mělo u důležitých zkoušek (např. přijímací zkoušky). „Ostrá“ hranice mezi klasifikačními intervaly je tím větší, čím vyšší má test reliabilitu. U nestandardizovaných testů často není reliabilita známá, proto je lepší nepřeceňovat ostrost hranic mezi intervaly.

## Posouzení objektivity klasifikace pomocí didaktického testu
Důležité informace může ukázat výpočet korelace mezi výsledky žáků v testu a mezi klasifikací v předmětu. Pokud se jedná o dobrý didaktický test, lze ho použít k hodnocení míry objektivity provedené klasifikace. Testové výsledky lze srovnat s výsledky klasifikace, které byly vypočítány tzv. Spearmanovým koeficientem pořadové korelace.